# Hanna Sola
Pour les articles homonymes, voir Sola.
Hanna Sola (en biélorusse : Га́нна Со́ла), née le 16 février 1996 à Choumilina, est une biathlète biélorusse.

## Biographie
Hanna Sola commence sa carrière au niveau international dans la deuxième division mondiale, l'IBU Cup en 2013. Elle obtient son premier titre aux Championnats du monde jeunesse en 2015 en gagnant avec le relais (junior) à Minsk.
Elle fait ses débuts en Coupe du monde en novembre 2015 à Östersund, y marquant ses premiers points avec une 37e place. Plus tard dans l'hiver, elle reçoit sa première sélection pour les Championnats du monde à Oslo.
Elle n'est pas utilisée en Coupe du monde pendant deux saisons entre 2016 et 2018. En 2018-2019, elle prend une médaille de bronze aux Championnats d'Europe en relais mixte. En janvier 2020, elle réalise sa meilleure performance jusque là en se classant quatrième du sprint de Ruhpolding en Coupe du monde.
Un an plus tard, aux Championnats du monde à Pokljuka, elle remporte la médaille de bronze dans le sprint (10/10 au tir) pour monter sur son premier podium dans l'élite.
Elle signe sa première victoire en Coupe du monde en décembre 2021, sur le sprint de Hochfilzen en devançant de 47 secondes, forte d'un sans-faute au tir, la Française Justine Braisaz-Bouchet et la Norvégienne Marte Olsbu Røiseland.

## Palmarès

### Jeux olympiques
| Édition / Épreuve | Individuel | Sprint | Poursuite | Mass start | Relais | Relais mixte |
| ----------------- | ---------- | ------ | --------- | ---------- | ------ | ------------ |
| Pékin 2022        | 54e        | 26e    | 4e        | 10e        | 13e    | 6e           |

### Championnats du monde
| Édition / Épreuve       | Individuel | Sprint                    | Poursuite | Mass start | Relais | Relais mixte | Relais mixte simple              |
| ----------------------- | ---------- | ------------------------- | --------- | ---------- | ------ | ------------ | -------------------------------- |
| Oslo 2016               | —          | 77e                       | —         | —          | —      | —            | Épreuve inexistante à cette date |
| Östersund 2019          | —          | —                         | —         | —          | —      | 13e          | 16e                              |
| Antholz-Anterselva 2020 | 50e        | 84e                       | —         | —          | 13e    | —            | 15e                              |
| Pokljuka 2021           | 70e        | Médaille de bronze, monde | 26e       | 30e        | 4e     | —            | —                                |

Légende :
- : première place, médaille d'or
- : deuxième place, médaille d'argent
- : troisième place, médaille de bronze
- — : non disputée par Hanna Sola
- : pas d'épreuve

### Coupe du monde
- Meilleur classement général : 18e en 2022.
- 10 podiums : 
  - 6 podiums individuels : 1 victoire, 2 deuxièmes places et 3 troisièmes places.
  - 3 podiums en relais : 3 deuxièmes places.
  - 1 podium en relais mixte : 1 deuxième place.

 Dernière mise à jour le 20 mars 2022. 

#### Classements en Coupe du monde
| Saison    | Individuel | Individuel | Sprint | Sprint   | Poursuite | Poursuite | Mass start | Mass start | Général | Général  |
| Saison    | Points     | Position   | Points | Position | Points    | Position  | Points     | Position   | Points  | Position |
| --------- | ---------- | ---------- | ------ | -------- | --------- | --------- | ---------- | ---------- | ------- | -------- |
| 2015-2016 |            |            | 4      | 89e      | -         | nc        |            |            | 4       | 95e      |
|           |            |            |        |          |           |           |            |            |         |          |
| 2018-2019 | -          | nc         | 7      | 84e      | 3         | 85e       |            |            | 10      | 91e      |
| 2019-2020 | -          | nc         | 58     | 45e      | 3         | 71e       |            |            | 61      | 59e      |
| 2020-2021 | 9          | 57e        | 155    | 17e      | 155       | 16e       | 46         | 28e        | 366     | 23e      |
| 2021-2022 | 9          | 54e        | 243    | 10e      | 129       | 19e       | 39         | 29e        | 420     | 18e      |

#### Victoire
| Saison    | Individuel | Sprint     | Poursuite | Mass start | Total |
| 2021-2022 |            | Hochfilzen |           |            | 1     |
| Total     | 0          | 1          | 0         | 0          | 1     |

Dernière mise à jour 10 décembre 2021

### Championnats d'Europe
- Médaille de bronze du relais mixte en 2019.

### Championnats du monde jeunesse
- Médaille d'or du relais en 2015.